# ホエルン
ホエルン（モンゴル語: Өэлүн、Öélün）は、モンゴル帝国の創設者チンギス・カンの母親である。コンギラト部族のオルクヌウト氏族出身である。元朝から宣懿皇后と追諡される。

## 概要
有力な部族連合メルキトの王トクトア・ベキの弟であったイェケ・チェレン が、ボルジギン部族のキヤト氏族と婚姻関係が強かったモンゴル部族の一派コンギラト部族のオルクヌウト氏族の娘ホエルンとの婚儀を計画していた。しかし、キヤト氏族のバルタン・バアトルの世嗣であった、ネクン・タイシ、イェスゲイ・バアトル、ダリタイ・オッチンギンの兄弟たちは、イェケ・チェレンの嫁入り行列がメルキトの本拠地に帰還する旅中を襲撃し、ホエルンを奪取して、この計画を頓挫させた。この作戦の成功の後、未婚であったイェスゲイはホエルンを娶ることになった。
長男であるテムジン（後のチンギス・カン）がまだ12、3歳である頃、夫であるイェスゲイがタタル部族に毒殺され、その勢力が瓦解するとホエルンは幼い子供たちを抱えてイェスゲイの家産の管理権を握ったものの、配下の遊牧民がほとんど去ってしまい、非常に苦しい状況に立たされた。しかし、そんな中でホエルンは実子のテムジン（チンギス・カン）、カサル、カチウン、テムゲと継子のベグテルとベルグテイといったイェスゲイの遺児たちを育て上げ、家族を支えた。
兄弟にオラル・キュレゲンという人物がおり、チンギス・カンに仕えた千人隊長（ミンガン）に任ぜられた。オラル・キュレゲンの家系は代々チンギス・カン家と姻戚関係を結んでいた。

## イェスゲイとホエルンとの子たち
男子
- 長男：テムジン（チンギス・カン）
- 次男：カサル
- 三男：カチウン
- 四男：テムゲ

女子
- テムルン

## オルクヌウト部系図
- ホエルン・エケ（Hö'elün Eke ＞月也倫/yuèyĕlún,اولون فوجین/ūālūn fūjīn）
- オラル・キュレゲン（Olar Küregen ＞斡剌児古咧堅/wòlàérgŭliējiān,اولار كوركان/ūlār kūrkān）
  - タイチュ・キュレゲン（Taiču Küregen ＞塔出/tǎchū,تایجو كوركان/ṭāījū kūrkān）
    - ジュジンバイ・キュレゲン（J̌uǰinbai Küregen ＞朮真伯/zhúzhēnbǎi,جوجینبای/jūjīnbāī）
      - ベクレ・キュレゲン（Bekle Küregen ＞別合剌/biéhélà）
        - タバク・キュレゲン（Tabaq Küregen ＞塔八/tǎbā）
- キンギヤダイ・キュレゲン（Kinggiyadai ＞軽吉牙歹/qīngjíyádǎi,کينقياتاي/kīnqiyātāī）
  - イェケ・イェスル（Yeke yesür ＞بوكا تیمور/yīsūr buzurg）
    - ホージャ・ノヤン（Khwaja noyan ＞خواجه نویان/khwāja nūyān）
      - トナ（Tona ＞تونا/tūnā）
        - トラト・キュレゲン（Torato Küregen ＞توراتو كوركان/tūrātū kūrkān）

      - ムラカル（Mulaqar ＞مولاقر/mūlāqar）